# Müllersches Siechenhospital

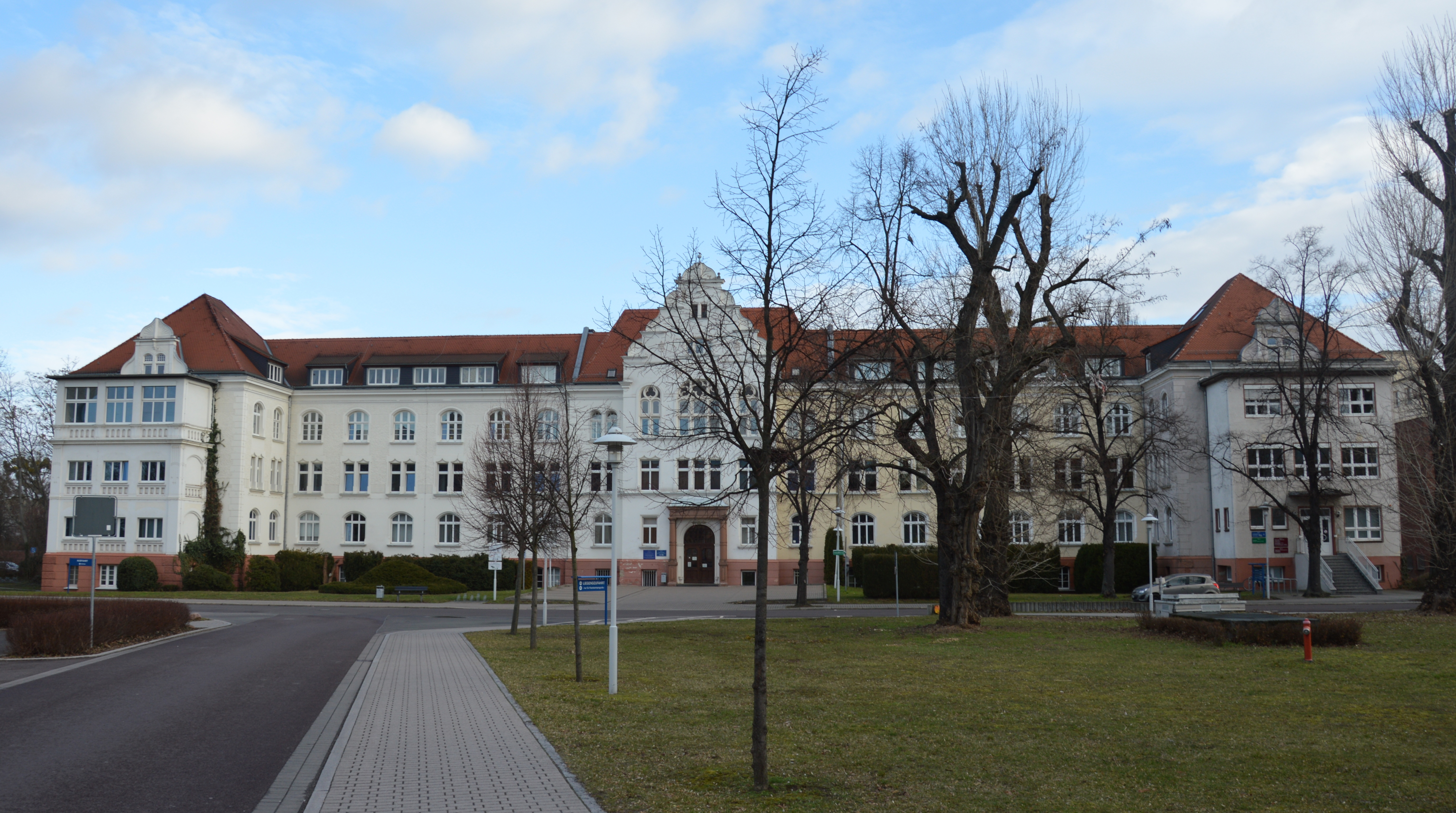
Gebäude 14

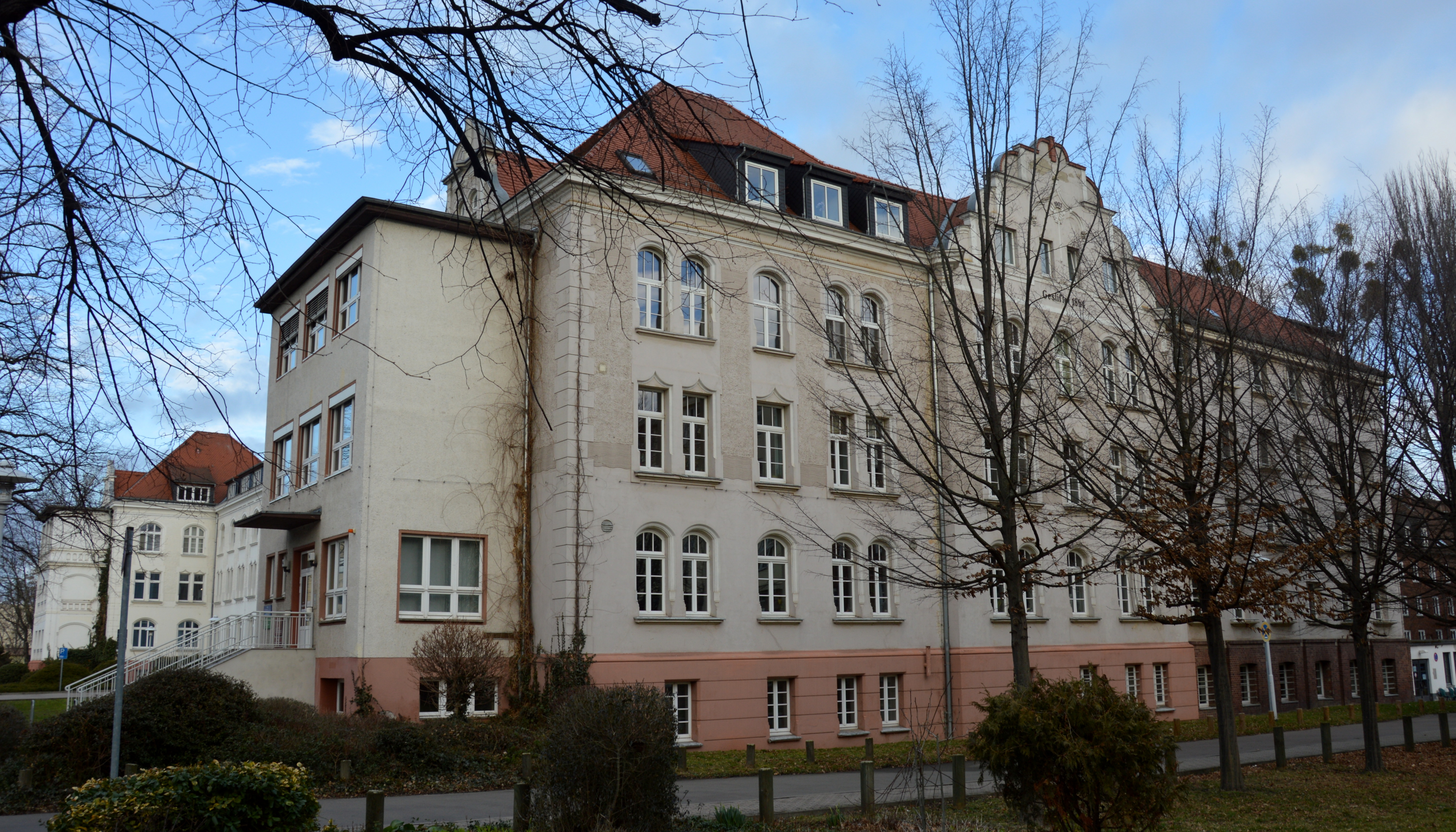
Blick von Osten

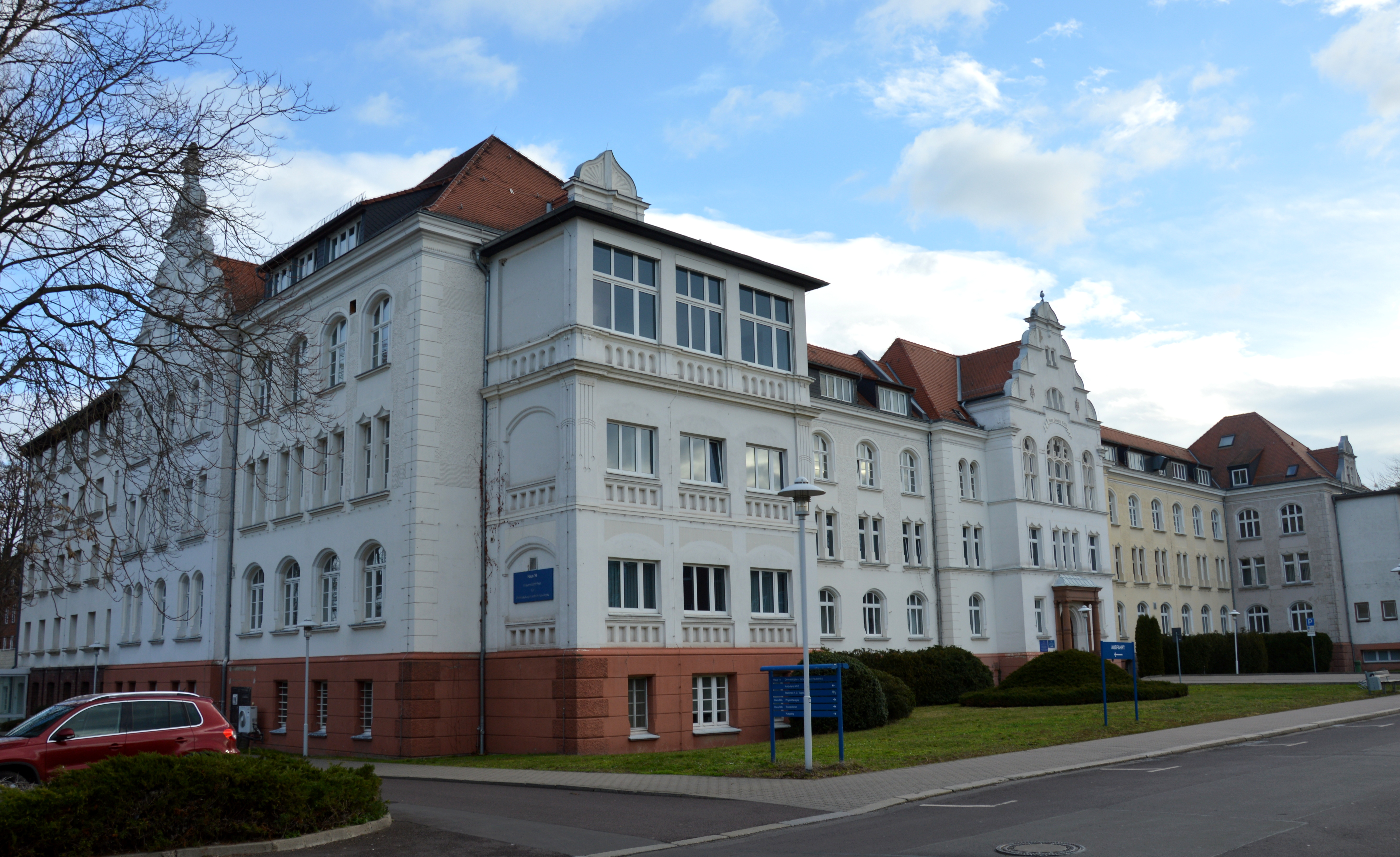
Blick von Westen

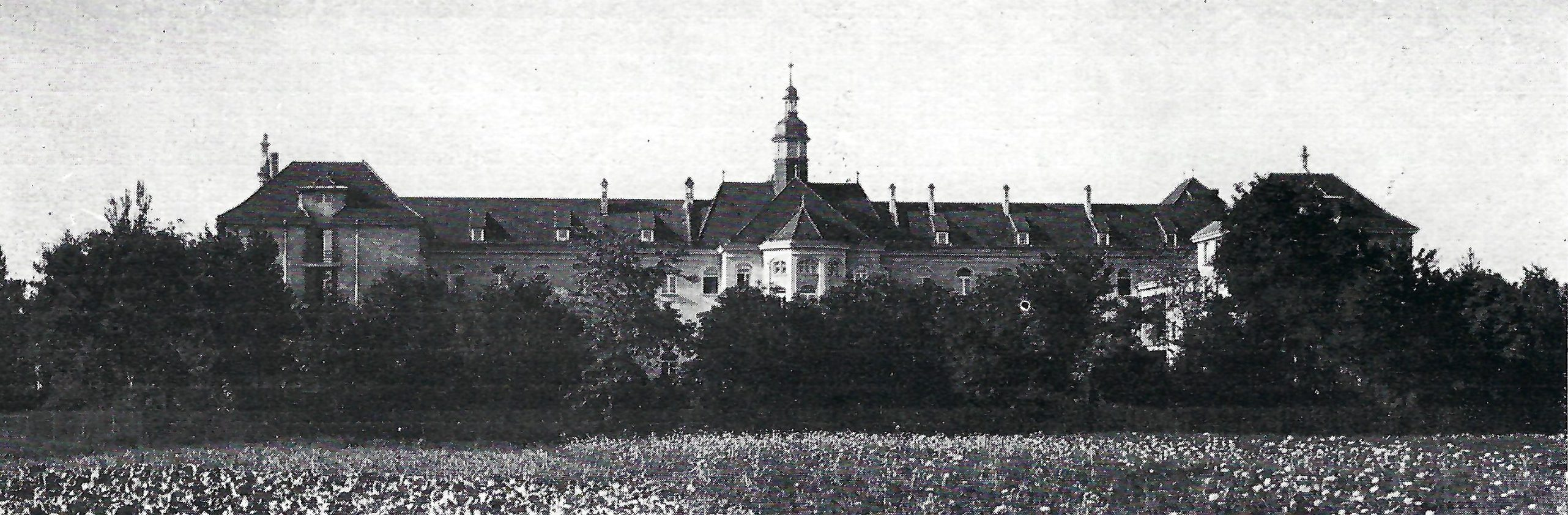
Müllersches Siechenhospital in den 1920er Jahren

Das Müllersche Siechenhospital, auch als Gebäude 14 bezeichnet, ist ein denkmalgeschütztes Klinikgebäude des Universitätsklinikums Magdeburg in Magdeburg in Sachsen-Anhalt.

## Lage
Es befindet sich auf der Westseite der Leipziger Straße im Magdeburger Stadtteil Leipziger Straße am Nordrand des Geländes des Klinikums, nördlich des Gebäudes 10. Unmittelbar östlich befindet sich die gleichfalls denkmalgeschützte Hautklinik (Gebäude 15).

## Geschichte und Architektur
Das Gebäude wurde in den Jahren 1902/03 errichtet und ersetzte einen Vorgängerbau aus den Jahren 1862 bis 1864. Das Siechenhospital war nach seinem Stifter Heinrich Wilhelm Müller, dem Inhaber der Zichorienfabrik Müller und Weichsel, benannt. Im Hospital wurden alte und kranke Menschen aufgenommen.
Der dreieinhalbgeschossige verputzte Bau entstand nach Plänen von Wilhelm Berner und Reinh. Beer im Stil der deutschen Neorenaissance. Das Gebäude ruht auf einem hohen Souterrain und erinnert mit seinen repräsentativ gestalteten drei Flügeln an eine Schlossanlage. Es besteht ein hoher Mittelrisalit und Seitenrisalite. Der Mittelrisalit beinhaltet das von Säulen umrahmte Eingangsportal und wird von einem großen Giebel bekrönt. Die Fenster des Hauses sind als gotisierende Maßwerkfenster, als Korbbogen- bzw. Segmentbogenfenster gestaltet. Es bestehen auch Vorhangbögen. Die Fassade ist durch den Wechsel der Verputzungsart geprägt. So kommen Glatt-, Rau- und Wellenputz zum Einsatz. Der Bau verfügt darüber hinaus geschweifte Ziergiebel. Bedeckt wird das Gebäude von einem Walmdach. An die Seitenrisalite wurden Loggien angefügt, die jedoch später verschlossen wurden.
Ab 1931 gehörte das Gebäude zum Sudenburger Krankenhaus. Im Haus ist heute (Stand 2017) das Ärztliche Direktorat mit Medizincontrolling, Qualitätsmanagement und Risikomanagement, die Ambulanz und die Stationen 1 und 2 der Dermatologie und Venerologie, Teile des Geschäftsbereichs Finanzen und Controlling, die Hauptkasse Blutspender, der Personalrat der Otto-von-Guericke-Universität und der Verein schwerstkranker Kinder und ihrer Eltern e. V. untergebracht.
Im örtlichen Denkmalverzeichnis ist das Altenheim unter der Erfassungsnummer 094 76864 als Baudenkmal verzeichnet.
Das Gebäude gilt typisches Beispiel eines privaten Stiftungsgebäudes der Gründerzeit.